# Winchester, Indiana
Winchester är en stad i den amerikanska delstaten Indiana med en yta av 8 km² och en folkmängd, som uppgår till 5 037 invånare (2000). Winchester är huvudorten i Randolph County.

## Kända personer från Winchester
- James P. Goodrich, politiker.
- James E. Watson, politiker.
- Robert Wise, filmregissör och producent.